# Nemesiidae

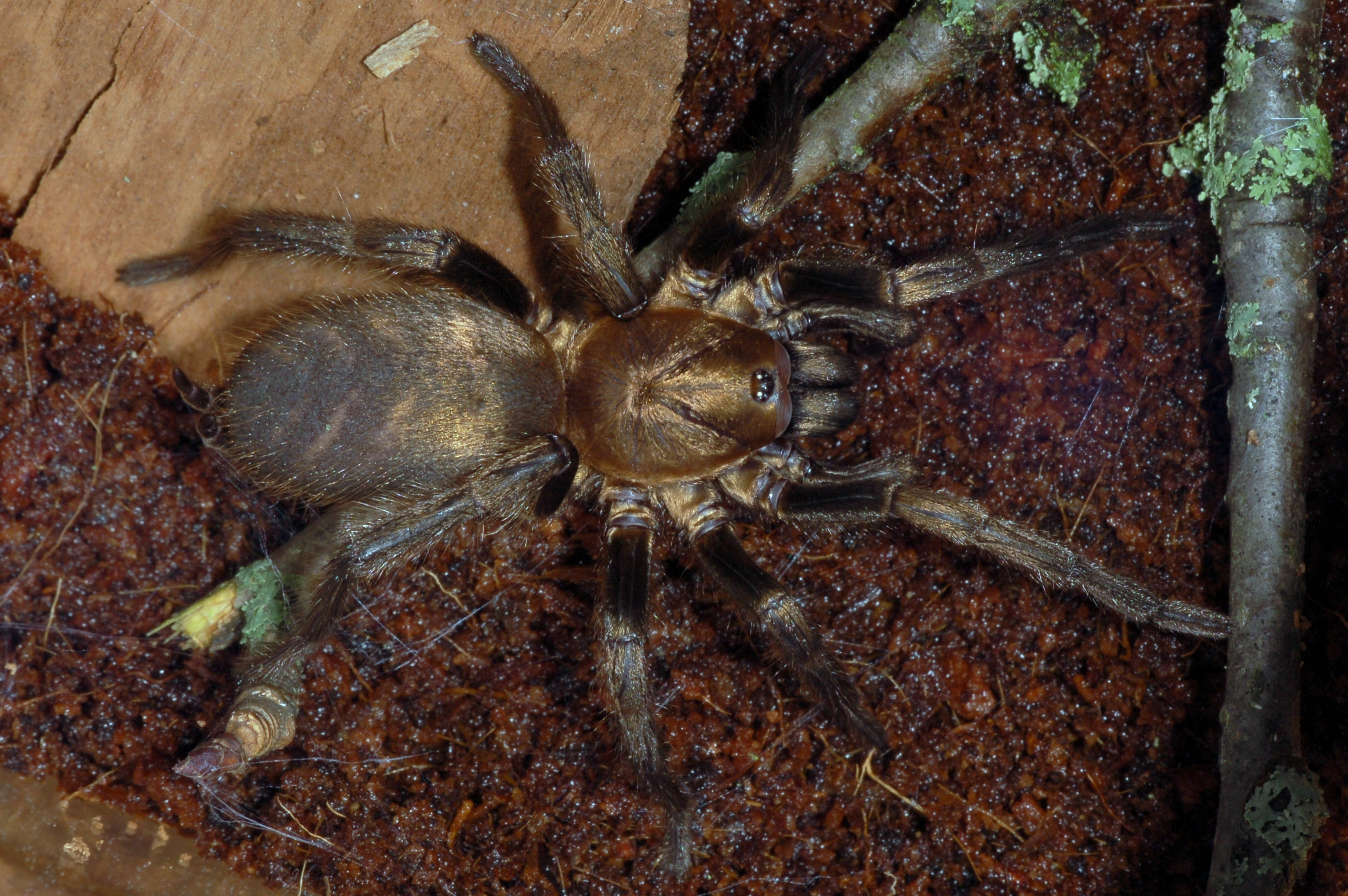
Acanthogonatus francki-

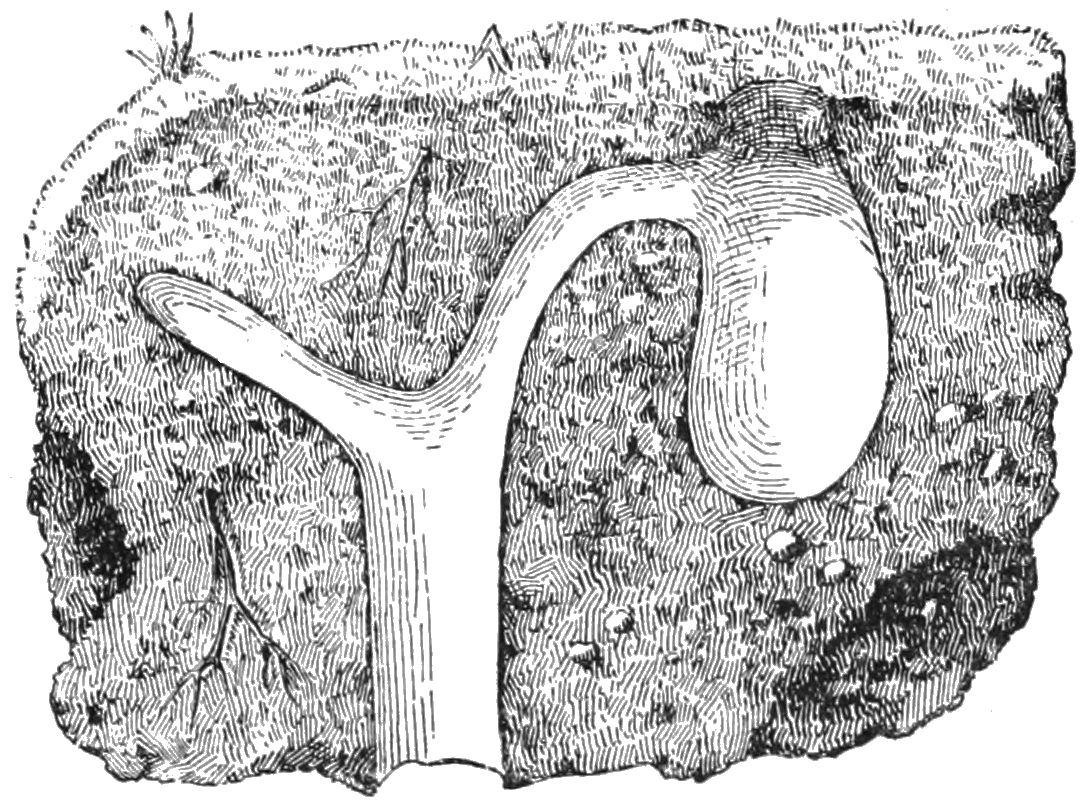
Toca de Nemesia cavicola.

Nemesiidae é uma família de aranhas pertencente à infraordem Mygalomorphae que constitui o único membro da superfamília monotípica Nemesioidea. As espécies que constituem esta família eram anteriormente consideradas como parte da família Dipluridae.

## Descrição
Nemesiidae é uma família de aranhas relativamente grandes, castanhas, de corpo alongado e pernas robustas. As fêmeas do género Atmetochilus podem atingir mais de 4 cm de comprimento corporal.
As aranhas destas família vivem em tocas escavadas no solo. Algumas espécies completam a toca com a construção de uma porta articulada com dobradiças constituídas por seda.

## Taxonomia
A família Nemesiidae inclui os seguintes géneros:
- Acanthogonatus Karsch, 1880 — América do Sul
- Aname L. Koch, 1873 — Austrália
- Atmetochilus Simon, 1887 — Burma
- Brachythele Ausserer, 1871 — EUA, Europa
- Calisoga Chamberlin, 1937 — EUA
- Chaco Tullgren, 1905 — América do Sul
- Chenistonia Hogg, 1901 — Austrália
- Chilelopsis Goloboff, 1995 — Chile
- Damarchus Thorell, 1891 — Índia, Sueste da Ásia
- Diplothelopsis Tullgren, 1905 — Argentina
- Entypesa Simon, 1902 — Madagáscar, Sul da África
- Flamencopsis Goloboff, 1995 — América do Sul, Sul da África
- Hermacha Simon, 1889 — Brasil
- Hermachura Mello-Leitão, 1923 — Brasil
- Iberesia Decae & Cardoso, 2006 — Maiorca, Espanha, Portugal
- Ixamatus Simon, 1887 — Austrália
- Kwonkan Main, 1983 — Austrália
- Lepthercus Purcell, 1902 — Sul da África
- Longistylus Indicatti & Lucas, 2005 — Brasil
- Lycinus Thorell, 1894 — Chile, Argentina
- Merredinia Main, 1983 — Austrália
- Mexentypesa Raven, 1987 — México
- Namea Raven, 1984 — Austrália
- Nemesia Audouin, 1826 — Europa, África, Cuba, China
- Neostothis Vellard, 1925 — Brasil
- Pionothele Purcell, 1902 — Sul da África
- Prorachias Mello-Leitão, 1924 — Brasil
- Psalistopoides Mello-Leitão, 1934 — Brasil
- Pselligmus Simon, 1892 — Brasil
- Pseudoteyl Main, 1985 — Austrália
- Pycnothele Chamberlin, 1917 — América do Sul
- Rachias Simon, 1892 — Brasil, Argentina
- Raveniola Zonstein, 1987 — Turquia até à China, Rússia
- Sinopesa Raven & Schwendinger, 1995 — China, ilhas Ryukyu
- Spiroctenus Simon, 1889 — Sul da África
- Stanwellia Rainbow & Pulleine, 1918 — Nova Zelândia, Austrália
- Stenoterommata Holmberg, 1881 — América do Sul
- Teyl Main, 1975 — Austrália
- Teyloides Main, 1985 — Austrália
- Xamiatus Raven, 1981 — Austrália
- Yilgarnia Main, 1986 — Austrália